# Bitwa o Be’erot Jicchak
Bitwa o Be’erot Jicchak została stoczona pomiędzy Siłami Obronnymi Izraela a armią egipską o kibuc Be’erot Jicchak (obecnie jest to kibuc Nachal Oz) podczas I wojny izraelsko-arabskiej w dniu 15 lipca 1948. Egipskie ataki zostały odparte, a kibuc Be’erot Jicchak pomimo zniszczenia został utrzymany jako wysunięta placówka wojskowa do prowadzenia dalszych operacji na pustyni Negew.

## Tło wydarzeń
Kibuc Be’erot Jicchak został założony w 1943. Była to odosobniona żydowska osada położona w bezpośrednim sąsiedztwie dzisiejszej Strefy Gazy. Kibuc posiadała wieżę obserwacyjną, a cały jej teren był otoczony obronną palisadą. Osada była położona w ważnym strategicznie miejscu, przy drodze prowadzącej z Mandatu Palestyny do Egiptu. W 1946 osada została wykorzystana jako baza i miejsce odpoczynku sił realizujących plan budowy 11 osad obronnych na Negewie (hebr. 11 הנקודות, 11 HaNekudot). Działający stąd pionierzy założyli kibuce Kefar Darom, Be’eri i Tekuma.
W maju 1948 w Palestynie rozpoczęła się I wojna izraelsko-arabska, która była kontynuacją wojny domowej w Mandacie Palestyny (1947–1948). W przeciwieństwie do wojny domowej, była to typowa wojna o charakterze konwencjonalnym, w którym zaangażowało się szereg państw arabskich. Na froncie południowym część pustyni Negew, pas wybrzeża i większą część Judei zajęły wojska egipskie, które starały się kontynuować swoje natarcie w stronę Tel Awiwu. Z tego powodu już 16 maja przeprowadzono ewakuację kobiet i dzieci z kibucu Be’erot Jicchak, którego obronę powierzono 9 Batalionowi Brygady Negew. W kibucu pozostało ogółem 90 pracowników i żołnierzy, z czego 30 było kobietami. W tym samym dniu dwa egipskie oddziały piechoty podjęły nieudaną próbę zajęcia Be’erot Jicchak. Po tym niepowodzeniu Egipcjanie pozostawili niewielkie siły blokujące kibuc i kontynuowali dalsze natarcie na północ. Jednak operacja Filistia (29 maja–3 czerwca) zatrzymała ich i zmusiła do zmienienia kierunku natarcia na zachód. Przez cały ten czas odizolowany kibuc Be’erot Jicchak znajdował się pod ostrzałem artyleryjskim – spadło na niego około 5 tys. pocisków.
W okresie od 11 czerwca do 8 lipca 1948 w Palestynie obowiązywał pierwszy rozejm. Okres ten został wykorzystany do budowy fortyfikacji obronnych Be’erot Jicchak. Zawieszenie broni zostało zerwane 8 lipca 1948 przez Egipcjan, którzy zajęli kilka ważnych strategicznie punktów: wioski Kaukaba i Hulajkat oraz Wzgórze 113 położone na wschód od kibucu Negba. W odpowiedzi dowództwo izraelskie rozpoczęło operację An-Far (9-15 lipca). Większość walk koncentrowała się w rejonie arabskich wiosek Irak Suwajdan i Ibdis. Była to jedna z najostrzejszych bitew wojny, w której wykorzystywano artylerię, czołgi i samoloty. W dniu 12 lipca Egipcjanie przeprowadzili frontalny atak na kibuc (II bitwa o kibuc Negba). W kolejnych dniach bez powodzenia atakowali także kibuce Galon i Gat, natomiast 15 lipca Egipcjanie postanowili zdobyć Be’erot Jicchak, który był spostrzegany jako poważne zagrożenie dla linii komunikacyjnych.

## Przebieg bitwy
Egipski atak na kibuc Be’erot Jicchak rozpoczął się o godzinie 5:30 rankiem 15 lipca 1948. Jako pierwsze przeprowadziły nalot na kibuc egipskie samoloty myśliwskie Supermarine Spitfire, po czym ostrzał rozpoczęła artyleria. O godzinie 8:15 atak rozpoczął 3 Batalion egipskiej piechoty wspieany przez około 70 czołgów i pojazdów pancernych. Główne natarcie było skierowane na północną i północno-zachodnią część kibucu, zostało jednak odparte.
Po wycofaniu się nacierających żołnierzy egipska artyleria wznowiła ostrzał. Jeden z pocisków wywołał eksplozję materiałów wybuchowych zgromadzonych w północno-zachodniej części kibucu, powodując śmierć 4 obrońców i uszkodzenia części pozycji obronnych. Nieustanny ostrzał spowodował także zniszczenie linii komunikacyjnych i uszkodzenie niektórych okopów. O godzinie 10:25 Egipcjanie rzucili do natarcia około 100 żołnierzy piechoty. Skoncentrowali oni swój atak na uszkodzonych pozycjach obrońców w północno-zachodniej części kibucu i po przejściu ogrodzenia zdołali zająć trzy budynki. W wyniku przełamania zewnętrznego pierścienia obrony, izraelski dowódca Szymon Forsher nakazał wszystkim mieszkańcom wycofać się do wewnętrznego pierścienia obrony. W tym momencie pozycje izraelskie były odległe od egipskich o zaledwie 30 metrów. Do godziny 10:40 zewnętrzna linia obrony była zniszczona w trzech miejscach. Dowódca izraelskiej obrony był ranny, a jego zastępca zginął. Izraelczycy zdołali jednak przeprowadzić skuteczny kontratak i wyparli Egipcjan z zajętych wcześniej budynków. Sytuacja obrońców była jednak tragiczna. O godzinie 11:15 wysłali oni drogą radiową wezwanie o pomoc, dodając, że jeśli pomoc nie dotrze w ciągu pół godziny, to poddadzą się.
Tymczasem Egipcjanie przegrupowali swoje siły, przygotowując się do ostatecznego szturmu. Czas ten obrońcy wykorzystali na odbudowę umocnień i naprawę uszkodzonego uzbrojenia. O godzinie 14:00 egipska piechota przeprowadziła atak, który spotkał się ze zdecydowanym oporem i utknął na przedpolu kibucu. W międzyczasie Brygada Negew pośpiesznie zbierała posiłki. Z kibucu Ruchama wyruszyły dwa działa Napoleonchik (kaliber 65 mm) pod dowództwem Joela Ja'uri. Towarzyszyło im dziewięć jeepów i sześć transporterów półgąsienicowych pod dowództwem Simhy Shiloni. Siły te opuściły Ruhamę o godzinie 13:00, kierując się do kibucu Dorot. Egipcjanie dostrzegli jednak te ruchy wojsk i przeprowadzili nalot lotniczy, a następnie skoncentrowali ostrzał artyleryjski na drodze prowadzącej z Dorot do Be’erot Jicchak. Działania te uwolniły jednak Be’erot Jicchak od dalszego oblężenia. Około godziny 17:30 izraelskie działa dotarły do kibucu Sa’ad i rozpoczęły ostrzał rejonu koncentracji sił egipskich na zachód od Be’erot Jicchak. Jeden z pierwszych wystrzelonych pocisków uzyskał bezpośrednie trafienie w czołg, zmuszając Egipcjan do wycofania się.

## Reakcje i następstwa
Bitwa zakończyła się zdecydowanym zwycięstwem Izraelczyków. Obrońcy stracili 17 zabitych i 15 rannych, natomiast straty egipskie są oceniane na około 200 zabitych i rannych. Egipcjanie do końca wojny nie podjęli już próby zdobycia kibucu Be’erot Jicchak, chociaż 18 lipca 1948 podjęli jeszcze próbę ataku na sąsiedni kibuc Sa’ad.
Kibuc Be’erot Jicchak został bardzo poważnie zniszczony podczas walk i po wojnie jego mieszkańcy opuścili go, zakładając nowy kibuc Be’erot Jicchak w centralnej części kraju. Natomiast w miejscu zniszczonego kibucu w 1951 powstał nowy, pod nazwą Nachal Oz.